# Эскюроль
Эскюро́ль (фр. Escurolles, окс. Escuròlas) — коммуна во Франции, находится в регионе Овернь. Департамент коммуны — Алье. Административный центр кантона Эскюроль. Округ коммуны — Виши.
Код INSEE коммуны — 03109.

## Население
Население коммуны на 2008 год составляло 721 человек.
| 1962 | 1968 | 1975 | 1982 | 1990 | 1999 | 2008 |
| ---- | ---- | ---- | ---- | ---- | ---- | ---- |
| 602  | 623  | 617  | 662  | 668  | 657  | 721  |

## Экономика

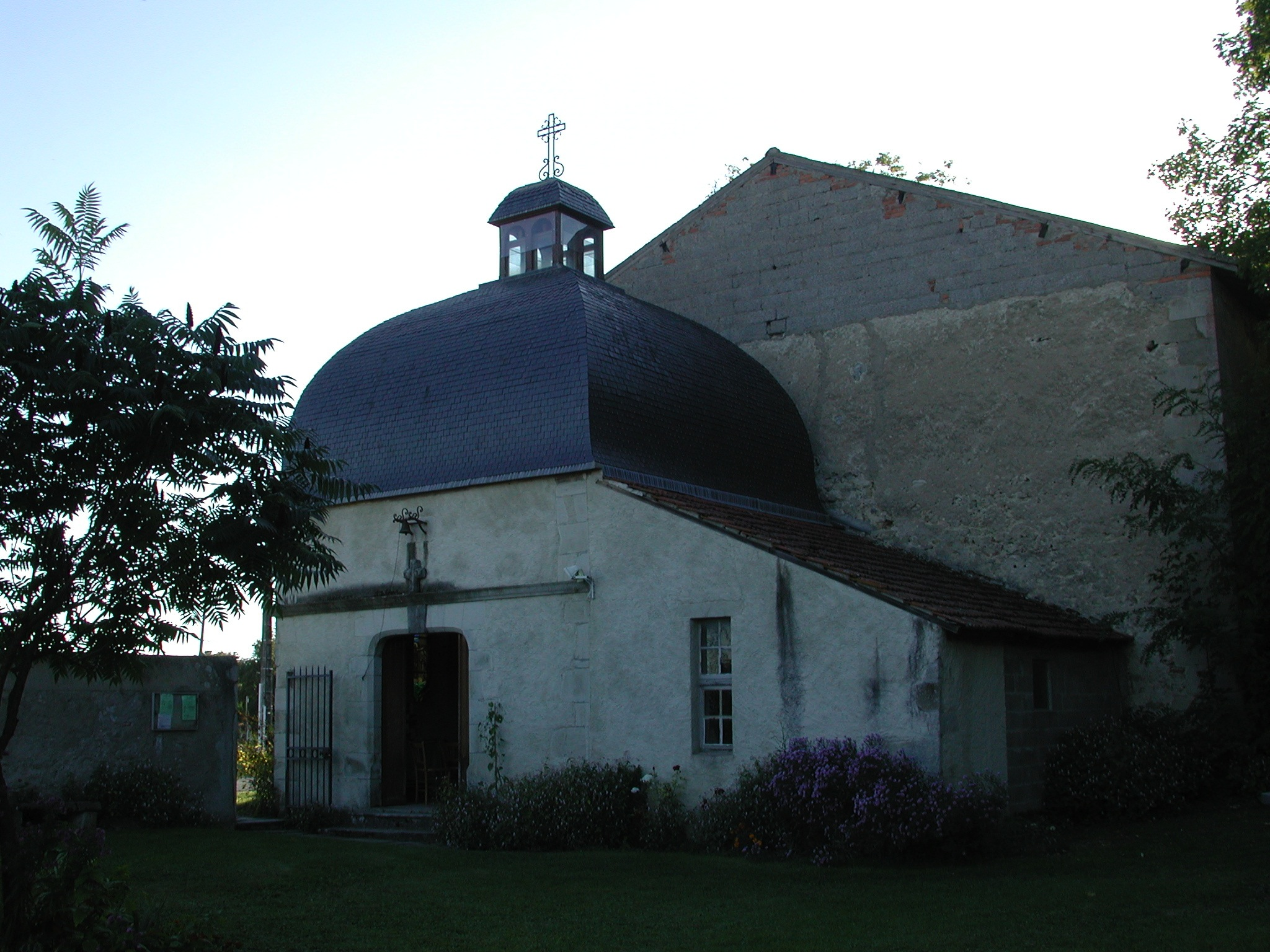
Монастырь Нотр-Дам-де-Банель

В 2007 году среди 451 человек в трудоспособном возрасте (15—64 лет) 327 были экономически активными, 124 — неактивными (показатель активности — 72,5 %, в 1999 году было 73,5 %). Из 327 активных работали 292 человека (167 мужчин и 125 женщин), безработных было 35 (16 мужчин и 19 женщин). Среди 124 неактивных 50 человек были учениками или студентами, 34 — пенсионерами, 40 были неактивными по другим причинам.

## Достопримечательности
- Замок Эскюроль. Исторический памятник с 1980 года.
- Замок Гранж. Исторический памятник с 1983 года.
- Монастырь Нотр-Дам-де-Банель.
- Романская церковь Сен-Сир-э-Сент-Жюлит. Исторический памятник с 1927 года. Названа в честь св. Сира и его матери Жюлит, христианских мучеников IV века.